# Jurassic Park (Universal)

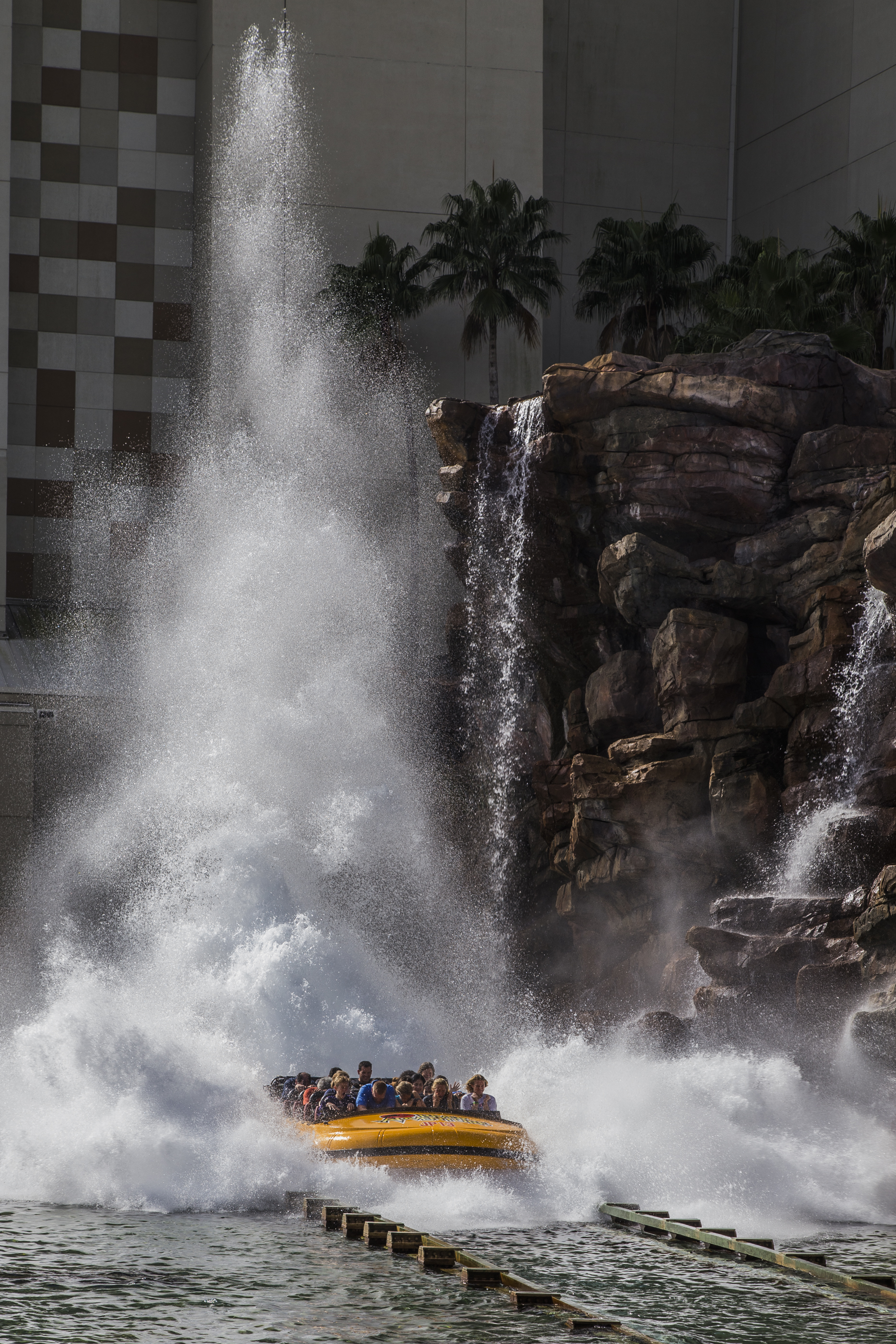
Jurassic Park River Adventure in Islands of Adventure

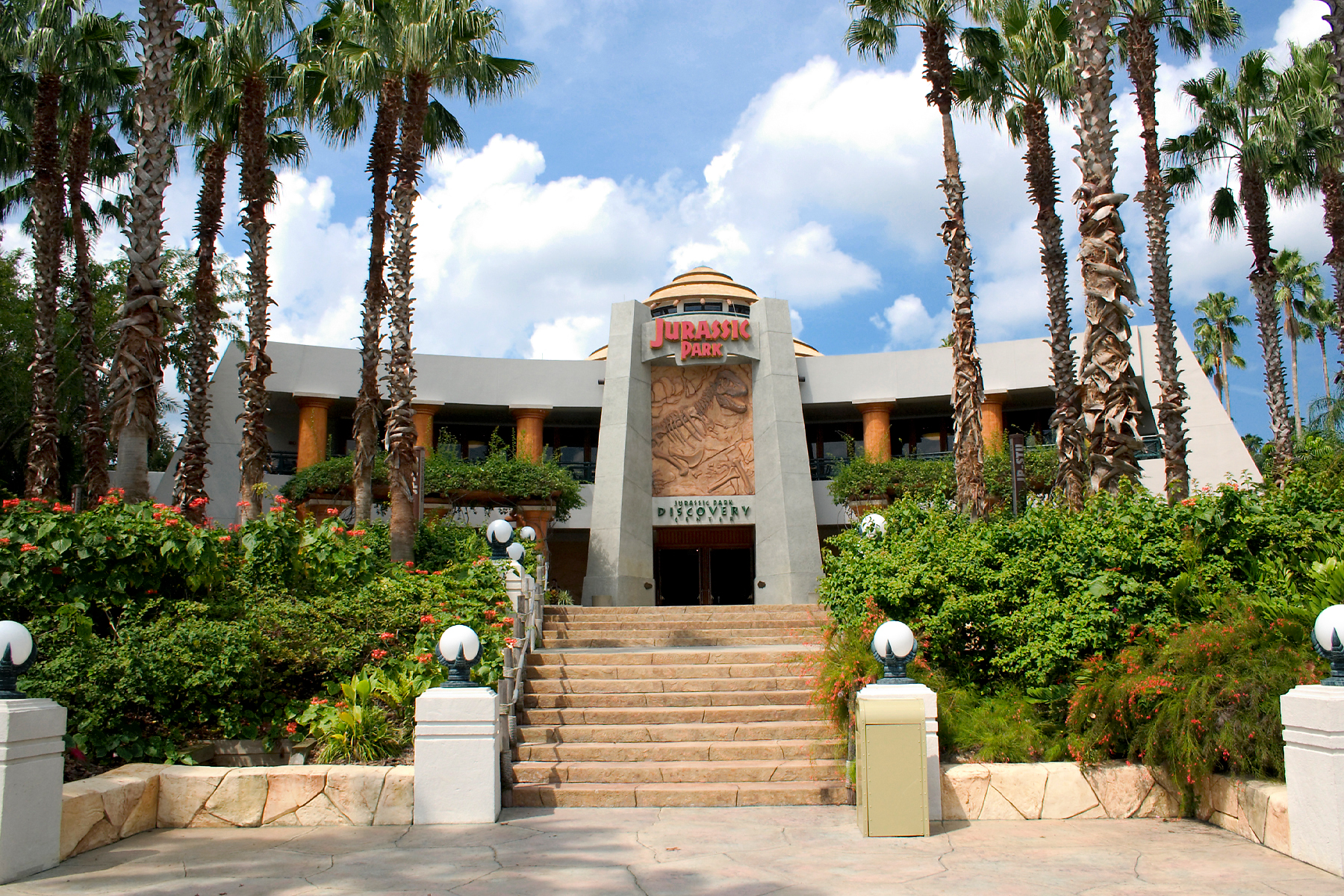
The Discovery Center in Islands of Adventure

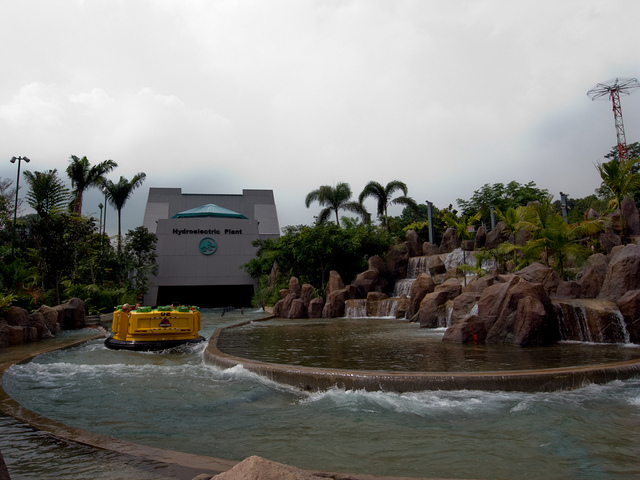
Jurassic Park Rapids Adventure in Universal Studios Singapore

Jurassic Park en The Lost World zijn themagebieden in verschillende attractieparken van Universal Parks & Resorts. Deze themagebieden staat in het teken van de films omtrent Jurassic Park. De gebieden zijn voornamelijk gethematiseerd naar de originele film, maar er zijn later verwijzingen naar de Jurassic World-trilogie toegevoegd.

## Beschrijving
Het themagebied is gethematiseerd naar het echte park van de eerste film, het park zoals het personage John Hammond het park voor ogen had. De typische palmbomen en planten uit de film zijn terug te vinden in dit gebied. De gebouwen zijn of nagebouwd van de film of zijn in dezelfde vormgeving gebouwd. Het entertainment is vaak gebaseerd op figuren uit de films. Ook de huisstijl van het park uit de eerste film ziet men terug. Dus een pretpark in een pretpark, alsof men in een echt park met echte dinosaurussen is. Het gebied is gevuld met de attracties en tentoonstellingen die men zou vinden in het "echte" Jurassic Park. Ook zijn er meet and greets met dinosaurussen mogelijk. In werkelijkheid natuurlijk levensechte animatronics en poppen waar acteurs in zitten. Door met name het spel van de verzorgers wordt de illusie gewekt dat het om echte dinosaurussen gaat. Verder zijn er eetgelegenheden en winkeltjes te vinden die men in het Jurassic Park zou verwachten. In de souvenirwinkeltjes kan men Jurassic Park merchandising kopen.

## Locaties

### Jurassic Park in Islands of Adventure
In Universal Resort Orlando bevindt het themagebied Jurassic Park zich sinds de opening van het themapark Islands of Adventure op 28 mei 1999.
Attracties
- Jurassic Park River Adventure
- Pteranodon Flyers
- Camp Jurassic
- Jurassic Park Discovery Center

### Jurassic Park in Universal Studios Japan
In Universal Studios Japan bevindt het themagebied Jurassic Park zich sinds de opening van het themapark op 31 maart 2001.
Attracties
- Jurassic Park: The Ride
- The Flying Dinosaur

### The Lost World in Universal Studios Singapore
In Universal Studios Singapore bevindt het themagebied The Lost World zich sinds de opening van het themapark op 18 maart 2010. Anders dan de Jurassic Park themagebieden is The Lost World meer algemener gethematiseerd naar dinosaurusgebied. Daarnaast bevat het gebied ook de Waterworld show, wat in andere parken een eigen themagebied is. Hierdoor is het niet een puur Jurassic Park gebied, vandaar ook een andere naam: The Lost World.
Attracties
- Jurassic Park Rapids Adventure
- Canopy Flyer
- Dino-Soarin'
- Amber Rock Climb
- Waterworld: A Live Sea War Spectacular

### Jurassic World Isla Nublar in Universal Studios Beijing
Dit themadeel is gepland om in mei 2021 samen met het nieuwste Universal attractiepark, Universal Studios Beijing, open te gaan. Anders dan de andere Jurassic Park themagebieden is Jurassic World Isla Nublar niet gebaseerd op de Jurassic Park franchise in het algemeen en de eerste film in het bijzonder, maar specifiek op de Jurassic World-trilogy.
Attracties
- Jurassic World Adventure
- Een nog naamloze achtbaan
- Camp Jurassic